# شنايدر إليكتريك
شنايدر إليكتريك (بالإنجليزية: Schneider Electric S.A)‏، شركة فرنسية عالمية تأسست عام 1836 من قبل الأخوين أوجین وأدولف شنايدر. تعني كلمة شنايدر (Schneider) باللغة الألمانية: خيّاط. توفر الشركة حلولًا رقمية للطاقة وأنظمة التشغيل الآلي. تغطي منتجات الشركة المنازل، المباني، مراكز البيانات، البنية التحتية والصناعات، من خلال الجمع بين تقنيات الطاقة، التشغيل الآلي، البرمجيات والخدمات. للشركة فروع في أكثر من 100 دولة وتوظف أكثر من 135,000 شخص.
ذكرت شنايدر إلكتريك في ترتيب فورتشن جلوبال 500 لأكثر من مرة، ترتيب سنوي لأكثر 500 شركة تحقيقا للإيرادات ينشر من قبل مجلة فورتشن. تتداول الشركة علنا في بورصة يورونكست، أحد مكونات مؤشر بورصة يورو ستوكس 50. سجلت الشركة في السنة المالية لعام 2019، إيرادات تجاوزت 27.2 مليار يورو.
تعتبر مجموعة شنايدر إلكتريك هي الشركة الأم لشركات مثل سكوير دي وأيه بى سى وغيرها. هي أيضا شركة أبحاث، تستثمر 5% من إيراداتها السنوية في البحث والتطوير. كما أعلنت استثمار ما يقرب من 10 مليارات يورو في الابتكار والبحث والتطوير في مجال التنمية المستدامة في الفترة بين عام 2015 وعام 2025. تمتلك الشركة 20,000 براءة اختراع نشيط أو قيد التطبيق في جميع أنحاء العالم.
بدأت الشركة في عام 1836 باسم شنايدر وسي. في مايو 1999، تم تغيير اسمها إلى اسمها الحالي شنايدر الكتريك.

## المكتب الرئيسي
يقع المكتب الرئيسي لمجموعة شنايدر إلكتريك في روي-مالميزون، فرنسا منذ عام 2000. كان المبنى قبل ذلك فرع شنايدر تيليميكانيك، أحد المكاتب الفرعية للمجموعة. أما مقر الشركة الأم فيقع في بلدية بولون-بيانكور، لإقليم أوت دو سين في إيل دو فرانس.
في يونيو عام 2011، تم اعتماد المقر الرئيسي لشركة شنايدر إلكتريك في روي-مالميزون على أنه متوافق مع معيار المنظمة الدولية للمعايير رقم 50001 الجديد لأنظمة إدارة الطاقة. أصبح بذلك أول مبنى في العالم يحصل على هذا الاعتماد.

## التاريخ
في عام 1836 تملّك الاخوة أوجين وأدولف شنايدر على مسبك مهجور في مدينة لو كريسوت، مما سمح لهم بالمشاركة في الثورة الصناعية. كان تركيز الشركة الرئيسي على صناعة الصلب، والعمل على مسارات القطارات وبناء السفن. أخذ أوجين نجل هنري شنايدر الشركة إلى المستوى التالي حينما دفع بها إلى الإنتاج باأساليب الجديدة التي ظهرت خلال العقيدن 1860 و 1870، مما يجعل من الممكن إنتاج صلب أرخص قيمة وأقوى. مع أساليب الشركة المبتكرة، سرعان ما أصبح شنايدر واحدا من أبرز الأوروبيين في صناعات التسلح والآلات الثقيلة.
كان معظم دخل الشركة يأتي من قطاع التسلح، ولكن بعد الحرب العالمية الأولى بدأت الشركة تركز على تطوير المزيد من الطاقة الكهربائية والصلب والمنتجات اليومية كما أعتمدت شركة شنايدر خلال تلك الفترة إستراتيجية التوسع، ونقل العمل إلى ألمانيا وأوروبا الشرقية. توقفت تلك الاستراتيجية بعد بدء الحرب العالمية الثانية.
بعد تحرير فرنسا من الاحتلال الألماني، واجهت شركة شنايدر أزمة جديدة. حيث قرر قائد المجموعة الجديد وتشارلز شنايدر، التخلي تدريجيا عن صناعة التسلح لصالح القطاعات المدنية مما أدى إلى تغيير تام للشركة في عام 1949، كان الدافع لذلك هو تكييف الشركة لتحديات الناجمة عن عالم ما بعد الحرب. بعد وفاة تشارلز شنايدر في أغسطس 1960 طُرحت مشكلة الخلافة. كما كانت الشركة تعاني أيضا في القطاعات الرئيسية. تولى البارون ادوارد إمبان جان إدارة المجموعة في عام 1969، حاول في فترة ولايته تنويع الفئات التقليدية للقطاعات الرئيسية والتحالف مع شركات أخرى.

### البدايات
تعود جذور هذه الشركة إلى مصانع الحديد والصلب والأسلحة في شنايدر كريوسوت ومجالات صناعية أخرى.

### القرن العشرين
في الفترة ما بين عام 1981 وعام 1997، تركت الشركة صناعة الصلب وبناء السفن وركزت بشكل أساسي على الكهرباء بعد العديد من عمليات الاستحواذ الاستراتيجية.

### تركيز جديد
أعادت شنايدر إلكتريك تركيزها في عام 2010 لتشمل تصميم البرامج، الطاقة الحيوية وتطبيقات الشبكة الذكية من خلال عمليات الاستحواذ الاستراتيجية. في عام 2015، أطلقت الشركة علامتها التجارية «الحياة مستمرة» Life Is On والتي تهدف إلى إظهار الأعمال والقيمة المجتمعية للاستدامة والكفاءة.
فتح الاقتصاد الرقمي مجالات وفرص جديده للمنصات التي تدعم برتوكول إنترنت الأشياء، وصفت شنايدر تلك الفرص بأنها فرص للنمو والتطوير. في عام 2016، أطلقت الشركة بنية ومنصة إيكو ستراكشر مفتوحة المصدر EcoStruxure وهيكلتها التي تدعم إنترنت الأشياء.
في عام 2019، أطلقت منصة رقمية مفتوحة المصدر باسم شنايدر إلكتريك للتبادل.

### الجدول الزمني
- في عام 1836، استولى الأخين أوجين وأدولف شنايدر على مسبك مهجور في بلدية لي كروزو، إقليم سون ولوار في فرنسا. بعد ذلك بعامين (في عام 1838)، قاموا بإنشاء شركة شنايدر وسي، مع التركيز بشكل أساسي على صناعة الصلب. نمت الشركة سريعا وبشكل ملحوظ، بعد تخصصها في إنتاج الآلات الثقيلة ومعدات النقل. أصبحت الشركة بعد ذلك تعرف باسم مجموعة شنايدر.
- في عام 1975، استحوذت مجموعة شنايدر على حصة في ميرلين جيرين، إحدى أكبر الشركات المصنعة لمعدات التوزيع الكهربائية في فرنسا.
- في الفترة ما بين عام 1981 وعام 1997، أعادت مجموعة شنايدر التركيز على صناعة المعدات الكهربائية من خلال تصفيه أصولها غير الاستراتيجية وإجراء سلسلة من عمليات الاستحواذ الاستراتيجية. على سبيل المثال:
  - استحوذت في عام 1988، على شركة تيليميكانيك.[39]
  - استحوذت في عام 1991، على شركة سكوير دي.[41]
  - استحوذت في عام 1992، على شركة ميرلين جيرين.[42]
- في عام 1999، استحوذت شركة شنايدر على شركة ليكسل وهي إحدى أكبر موردي أنظمة التركيب وحلول التحكم في أوروبا.
- في مايو عام 1999، تم تغيير اسم مجموعة شنايدر إلي شنايدر الكتريك لتحديد خبرتها في مجال منتجات التحكم الكهربي والآلي بوضوح.
- في عام 2010:
  - أطلقت شنايدر إلكتريك صندوقا لرأس المال الاستثماري بقيمة 70 مليون يورو مع شركة ألستوم لإنشاء شركة أستر ودعم الشركات الناشئة في مجالات الطاقة والبيئة.
  - أصبحت مورد للمفاعل النووي الحراري التجريبي الدولي.
- في عام 2014، أعلنت شنايدر إلكتريك عن تعاون مع شركة موردي الطاقة الألمانية أر دبليو إي.[43]
- في الفترة ما بين عام 2015 وعام 2016، أعلنت شنايدر الكتريك اتجاها نحو التركيز على إنترنت الأشياء والاستدامة والكفاءة، وتقديم منصة إيكو ستراكشر مفتوحة المصدر.
- في عام 2017، تولت شنايدر الكتريك السيطرة على مجموعة افيفا بي إل سي،[44] شركة تقدم برامج هندسية وصناعية مقرها في المملكة المتحدة تنتج أجهزة تحكم منطقية قابلة للبرمجة، وتطرح أصول البرامج الصناعية في عمليات افيفا.[45]
- في عام 2018، استحوذت مجموعة شنايدر إليكتريك على شركة لارسن آند توبرو لتعزيز التصنيع في الهند.[46]
- في عام 2019، أطلقت شنايدر منصة شنايدر إلكتريك للتبادل الرقمية.[47]
- في عام 2020، استحوذت شنايدر على شركة بروليت إيه جي، مورد لأنظمة المراقبة الصناعية المتخصصة في برمجيات نظام تنفيذ التصنيع MES لمصنع البيرة الذي يعرف باسم بريوماكس ومنتجات الألبان، الأدوية، المشروبات وصناعة الأغذية التي يقع مقرها الرئيسي في هرتسوغن آوراخ بألمانيا.[48] في سبتمبر عام 2020، أطلقت شنايدر إلكتريك معدات ذكية جديدة ستساعد شركات توزيع الكهرباء في نيجيريا على إصلاح أعطال الشبكة واستعادة الطاقة بعد الانقطاع في غضون دقائق.[49]

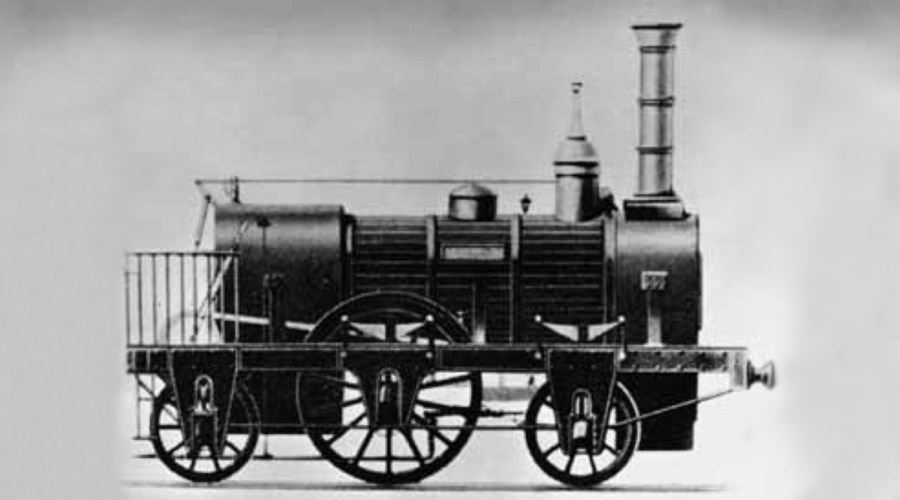
"لا جيروند"، أول قاطرة فرنسية تم إطلاقها عام 1838
شعار مجموعة شنايدر خلال فترة الخمسينات
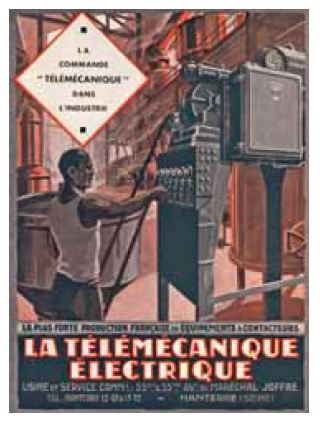
أحد الكتيبات الأولى لشركة تيليميكانيك في منتجات التحكم الآلي، تم الإستحواذ عليها من قبل مجموعة شنايدرك إلكرتيك عام 1988.

## عمليات الاستحواذ
| تاريخ الاستحواذ                 | الشركة                         | مجال الشركة                                                                 | البلد                      | المصدر         |
| ------------------------------- | ------------------------------ | --------------------------------------------------------------------------- | -------------------------- | -------------- |
| 1988                            | تيليميكانيك                    | تصنيع قواطع التيار، قواطع كهربائية، الحساسات والمحولات                      | فرنسا                      | [ 32 ]         |
| 1990                            | مجموعة فيدرال بايونير المحددوة | تصنيع قواطع التيار، قواطع كهربائية، الحساسات والمحولات                      | كندا                       | [ 50 ] [ 51 ]  |
| 1991                            | سكوير دي                       | تصنيع قواطع التيار، قواطع كهربائية، الحساسات والمحولات                      | الولايات المتحدة الأمريكية | [ 52 ]         |
| 1992                            | مرلين جيرن                     | تصنيع قواطع التيار، قواطع كهربائية، الحساسات والمحولات                      | فرنسا                      | [ 52 ]         |
| 1997                            | موديكون                        | تصنيع أجهزة تحكم منطقية قابله للبرمجة                                       | الولايات المتحدة الأمريكية | [إخفاق التحقق] |
| 2000                            | كروزيت للتحكم الآلي            | تصنيع أجهزة تحكم منطقية قابله للبرمجة ومنتجات التحكم الآلي.                 | فرنسا                      | [ 53 ]         |
| 2000                            | بيرجر- بوسيتك                  | تصنيع مواتير سيرفو والمحركات الخطوية                                        | ألمانيا                    | [ 53 ]         |
| 2000                            | نو- لك للصناعات                | تصنيع قواطع التيار، قواطع كهربائية، الحساسات، المحولات ومنتجات التحكم الآلي | أستراليا                   | [ 54 ]         |
| 2001                            | بي دي إل                       | الأجهزة الكهربائية المنزلية والصناعية                                       | نيوزيلندا                  | [ 55 ] [ 56 ]  |
| 2002                            | شركة الالكترونيات الرقمية      | تصنيع واجهات التحكم الآلي                                                   | اليابان                    | [ 57 ]         |
| 2003                            | سي دي أي باور                  | باور سيستم أوتوميشن                                                         | البرازيل                   | [ 58 ]         |
| يونيو 2003                      | تاك أوتوميشن                   | تصنيع منتجات التحكم الآلي وأتمتة المنازل.                                   | السويد                     | [ 59 ]         |
| ديسمبر 2003                     | إم جي إي                       | تصنيع معدات الكهرباء                                                        | فرنسا                      | [ 60 ]         |
| 2004                            | كليبسال                        | تصنيع الكابلات والأسلاك الكهربية                                            | أستراليا                   | [ 61 ]         |
| مارس 2004                       | كافليكو                        | تصنيع حساسات الضغط                                                          | الولايات المتحدة الأمريكية | [ 62 ]         |
| مايو 2004                       | أندوفر كنترول                  | تصنيع منتجات أتمتة المنازل ومعدات الأمن                                     | الولايات المتحدة الأمريكية | [ 63 ]         |
| مايو 2005                       | باور ميشيرمينت                 | تصنيع معدات التحكم في الطاقة                                                | كندا                       | [ 64 ]         |
| يونيو 2005                      | إيه بي إس                      | تصنيع منتجات أتمتة المباني                                                  | المملكة المتحدة            | [ 65 ]         |
| يونيو 2005                      | شركة جونو للإضاءة              | تصنيع معدات الإضاءة                                                         | الولايات المتحدة الأمريكية | [ 66 ]         |
| يوليو 2005                      | شركة بي إي أي تكنولوجي         | تصنيع الحساسات ومنتجات التحكم الآلي                                         | الولايات المتحدة الأمريكية | [ 67 ]         |
| 2006                            | مجموعة إيه إي أم               | تصنيع الروزتات الكهربائية                                                   | أسبانيا                    | [ 68 ]         |
| 2006                            | أوفا بارجليني                  | تصنيع الروزتات الكهربائية                                                   | إيطاليا                    | [ 68 ]         |
| 2006                            | ميرتن                          | تصنيع الروزتات الكهربائية                                                   | ألمانيا                    | [ 68 ]         |
| 2006                            | سيتكت                          | تصنيع أنظمة الإسكادا وتنفيذ التصنيع                                         | استراليا                   | [ 69 ]         |
| فبراير 2007                     | شركة إيه بي سي                 | تصنيع أنظمة دعم الطاقة والحماية وشبكات التوزيع الكهربية.                    | الولايات المتحدة الأمريكية | [ 70 ]         |
| أكتوبر 2007 (بيعت في مايو 2019) | بيلكو                          | تصنيع معدات الأمن                                                           | الولايات المتحدة الأمريكية | [ 71 ] [ 72 ]  |
| يوليو 2009                      | كونزيف للأنظمة                 | تصنيع أنظمة إدارة ومراقبة الطاقة                                            | الهند                      | [ 73 ]         |
| يوليو 2009                      | ماهير للمكثفات                 | تصنيع أنظمة تعديل الباور فاكتور                                             | الهند                      | [ 74 ]         |
| مارس 2010                       | زيكوم للأنظمة الأمن            | تصنيع أنظمة الأمن                                                           | الهند                      | [ 75 ]         |
| أبريل 2010                      | سكادا جروب                     | تصنيع أنظمة الأسكادا والتحكم الألي.                                         | أستراليا                   | [ 76 ]         |
| ديسمبر 2010                     | أرفيا تي & دي                  | تصنيع معدات النقل والتوزيع                                                  | أوروبا                     | [ 77 ]         |
| 2010                            | أندروميدا                      | الحلول الصناعية                                                             | المملكة المتحدة            | [ 78 ]         |
| مارس 2011                       | سوميت للطاقة                   | الحلول الصناعية                                                             | الولايات المتحدة الأمريكية | [ 79 ]         |
| أبريل 2011                      | ديجي لينك                      | منتجات التحكم الشبكي                                                        | الهند                      | [ 80 ]         |
| مايو 2011                       | أيه بي دبليو للأنظمة           | تصنيع الأنظمة المغلقة                                                       | الهند                      | [ 81 ]         |
| مايو 2011                       | ليومنس                         | مغيرات السرعة                                                               | الهند                      | [ 82 ]         |
| يونيو 2011                      | تيلفينت                        | تصنيع نظم إدارة المعلومات                                                   | أسبانيا                    | [ 83 ]         |
| يونيو 2011                      | فيكونيكس للإلكترونيات          | منتجات إدارة المنازل                                                        | كندا                       | [ 84 ]         |
| أغسطس 2011                      | تكنولوجي-7                     | تصميم برامج لمحاكاة وتحسين شبكات المياه، الكهرباء والعمليات الصناعية        | الدنمارك                   | [ 85 ]         |
| ديسمبر 2011                     | فيرديتي                        | تصميم برامج إدارة البيانات                                                  | الولايات المتحدة الأمريكية | [ 86 ]         |
| مايو 2012                       | مجموعة إم & سي للطاقة          | خدمات شراء الطاقة والاستدامة                                                | المملكة المتحدة            | [ 87 ]         |
| سبتمبر 2012                     | سولفيت سوفت وير                | تصميم برامج التخطيط والجدوله                                                | أستراليا                   | [ 88 ]         |
| مارس 2013                       | الكتروشيلد سمارة               | تصنيع معدات توزيع الجهد العالي والمتوسط                                     | روسيا                      | [ 89 ]         |
| يناير 2014                      | إيفن للأنظمة                   | شركة متعددة الجنسيات للهندسة وتكنولوجيا المعلومات                           | المملكة المتحدة            | [ 90 ]         |
| يناير 2014                      | إليويل                         | أجهزة التحكم في التكييف والتبريد                                            | إيطاليا                    | [ 91 ]         |
| يناير 2014                      | إيه إس تي                      | شركة لتصميم مراكز البيانات                                                  | أسبانيا                    | [ 92 ]         |
| سبتمبر 2014                     | إن ستيب سوفت وير               | تصميم برامج محاكاة والتحليلات التنبؤية                                      | الولايات المتحدة الأمريكية | [ 93 ]         |
| أكتوبر 2015                     | جونو للإضاءة                   | سيلز جونو                                                                   | الولايات المتحدة الأمريكية | [ 94 ]         |
| يوليو 2017                      | إسكو للتكنولوجيا               | مفاتيح التحويل وأنظمة التحكم بالطاقة ومنتجات التحكم الصناعي                 | الولايات المتحدة الأمريكية | [ 95 ]         |
| سبتمبر 2017                     | مجموعة أفيفا                   | شركة تكنولوجيا معلومات وتقديم خدمات استشارية                                | المملكة المتحدة            | [ 96 ]         |
| مايو 2018                       | لارسن وتوبرو للكهرباء والأتمتة | منتجات التحكم الآلي                                                         | الهند                      | [ 97 ]         |

## مراكز التكنولوجيا
شنايدر إلكتريك لديها عدة مراكز للبحث والتطوير مثل
- مركز التكنولوجيا العالمية في الهند ببنغالور.
- مركز الكنولوجيا العالمية في المكسيك ببمونتيري.
- سي أر دي سي في الصين بشنغهاي.
- وادي الظهران للتقنية دي تي في المملكة العربية السعودية الظهران

## الهيكل التنظيمي والعرض
اعتبارا من عام 2019، أعلنت شنايدر إلكتريك عن فرعي أعمال جديدة مثل إدارة الطاقة، والتشغيل الألي الصناعي، وخدمات أخرى.

### إدارة الطاقة
توفر أعمال إدارة الطاقة مكونات التثبيت والبرامج والحلول المتكاملة لإدارة الطاقة في الجهد المتوسط والتشغيل الآلي للشبكة والجهد المنخفض والتشغيل الآلي للمباني وتأمين تطبيقات الطاقة والتبريد. تشمل أعمال إدارة الطاقة خمسة أقسام هما:
- قسم أنظمة الطاقة
- قسم منتجات الطاقة
- قسم الطاقة الآمنة
- قسم المنزل والتوزيع
- قسم الطاقة الرقمية

تستخدم التقنيات والبرامج والحلول المتصلة لإدارة الطاقة التي طورتها الشركة التطورات في إنترنت الأشياء والتنقل والحساسات وحوسبة سحابية والتحليلات والأمن السيبراني للكشف عن رؤى من بيانات الطاقة.

### التشغيل الآلي الصناعي
تمثل الثورة الصناعية الرابعة أو الصناعة 4.0، مجال نمو طويل المدى لشركة شنايدر الكتريك. تقوم الشركة بتطوير أنظمة التشغيل الآلي الصناعية والآلية المنفصلة بالإضافة إلى منتجات وحلول عمليات التشغيل الآلي للقطاع الصناعي، بما في ذلك المراحل القابلة للبرمجة ووحدات التحكم في الحركة ووحدات الواجهة للآلات البسيطة وأنظمة العمليات المعقدة للتصنيع الذكي. تعد الشركة أيضًا مزودًا لبرامج التشغيل الآلي الصناعية والتحكم.

### خدمات
تشمل أعمال الخدمات ثلاثة أقسام هي
- قسم الميدانية العالمية
- قسم الطاقة والاستدامة
- قسم الشبكة الذكية

### خدمات الصناعة
تستهدف مجموعة عروض شنايدر إلكتريك مجموعة واسعة من الصناعات والأسواق النهائية، بما في ذلك:
- صناعة السيارات
- الصناعة المصرفية والمالية
- صناعة الاسمنت
- العقارات التجارية
- مراكز البيانات
- معدات كهربائية
- صناعة المواد الغذائية والمشروبات
- قطاع الرعاية الصحية
- قطاع الضيافة
- الصناعة البحرية
- قطاع التعدين
- تكرير البترول وصناعة البتروكيماويات
- صناعة الأدوية
- قطاع المياه

### منتجات بارزة

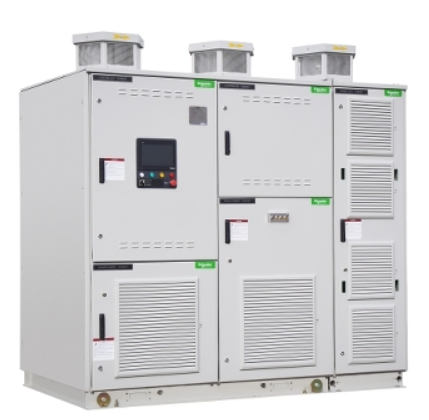
وحدة ألتفار إي تي في 6000، منتج من منتجات محركات متغيرة السرعة ذات الجهد المتوسط للأتمتة الصناعية والتحكم بواسطة شنايدر إلكتريك.

- وحده ألتفار، أول انفرتر مزود بخدمات مدمجة في السوق.[99]
- وحده ايسرجري، أحد حلول التحكم والمراقبة المدمجة لأنظمة التوزيع الكهربائية، حازت الوحدة على جائزة تصميم المنتج iF لعام 2017.[100]
- منصة إيكو ستراكشر، منصة رقمية لإدارة التوزيع المتقدم الرائد في العالم وفقًا لشركة جارتنر.[101]
- منصة إيكو ستراكشر المتقدمة، برنامج إدارة الطاقة والاستدامة.[102][103]
- وحدة جالكسي في إكس، مزود طاقة غير منقطع مزود ببطاريات ليثيوم أيون.[104]
- قاطع ماستر باكت إم تي زد، قاطع دارة يتيح التكامل مع أنظمة إدارة المباني والطاقة.s[105]
- موديكون إم 580، أول وحدة تحكم أتمتة قابلة للبرمجة عبر برتوكول الإيثرنت.[106]
- باور تاج، أصغر مستشعر طاقة لاسلكي.[107]
- بريمست، المفاتيح الكهربائية ذات الجهد المتوسط الحائزة على جائزة.[108]

## شؤون الشركة

### إدارة
شنايدر إلكتريك، شركة أوروبية لها مجلس إدارة، يتم تنفيذ مهام رئيس مجلس الإدارة والرئيس التنفيذي من قبل جان باسكال تريكوار، الذي تم تعيينه رئيسًا للشركة ورئيسا تنفيذيا في 25 أبريل 2013.

## المسؤولية الاجتماعية للشركات
تطورت العلامة التجارية شنايدر إلكتريك على مدار 180 عاما من العمليات، نتيجة لعمليات الاستحواذ وسحب الاستثمارات وتطور نموذج أعمالها ليشمل المسؤولية الاجتماعية للشركات باعتبارها جوهر علامتها التجارية. في عامي 2018 و 2019، تم اختيار شنايدر إلكتريك كواحدة من أكثر الشركات إثارة للإعجاب في العالم.
تلقت مبادرات التنوع والشمول من شنايدر إلكتريك، وبرامجها لتمكين المرأة في مكان العمل، شهادات تقدير مثل جائزة روبرت دبليو كامبل في عام 2011، وميدالية الصليب الأخضر للسلامة في نفس العام، أعلى درجات التكريم من مجلس السلامة الوطني الأمريكي. في عام 2015، انضمت شنايدر إلكتريك إلى هيئة الأمم المتحدة للمرأة، وهي حركة تضامنية لتعزيز المساواة بين الجنسين. في الآونة الأخيرة، حصلت شنايدر إلكتريك على جائزة العامل الحفاز لعام 2019، لتعزيز أماكن العمل الشاملة والتمكين للنساء وتم تسميتها في مؤشر بلومبرج للمساواة بين الجنسين لعام 2018، وهي السنة الثانية التي تحصل فيها الشركة على هذا التميز.

## السجل البيئي
تحتل شركة شنايدر إلكتريك مرتبة عالية في مجال الاستدامة بين الشركات العالمية. منذ عام 2005، قامت الشركة بقياس التقدم في التنمية المستدامة بإطلاق مقياس الكوكب والمجتمع الخاص بها، تم تطوير تقرير فيما بعد ليتماشى مع أهداف الأمم المتحدة للتنمية المستدامة كل ثلاثة أشهر، حيث تقدم الشركة تحديثا عن التقدم المحرز في تقرير مدقق من قبل طرف ثالث. على سبيل المثال، حققت الشركة عائدات قدرها 12% من خلال نماذج الأعمال الدائرية والسياسات البيئية، شملت تلك الأهداف استرداد 100% من نفاياتها الصناعية في 200 موقع تصنيع. في مثال آخر، نجحت شنايدر في تحويل 80% من إستخدامها إلى الطاقة المتجددة.
أطلقت شنايدر إلكتريك مؤسسة شنايدر إلكتريك للتركيز على تقليل فجوة الطاقة والاستثمار في التعليم وفي الاقتصادات الناشئة، بالإضافة إلى زيادة الوعي بقيمة الاستدامة. تعمل المجموعة تحت رعاية مؤسسة فرنسا. اعتبارًا من عام 2017، شارك أكثر من 140,000 شخص في برامج المؤسسة التدريبية منذ عام 2009.
تركزت برامج شنايدر إلكتريك على مكافحة تغير المناخ وتعزيز الاستدامة وقد تلقت اعترافات مثل التصنيف الأول من تعاميم مشروع الكشف عن الكربون لمدة ثماني سنوات متتالية. في عام 2019، تم اختيار شنايدر إلكتريك الفائزة بجائزة تعاميم لعام 2019 في الفئة متعددة الجنسيات من قبل المنتدى الاقتصادي العالمي.
في عام 2018، تم تعيين رئيس مجلس الإدارة والرئيس التنفيذي لشركة شنايدر إلكتريك، جان باسكال تريكوار، في مجلس إدارة الاتفاق العالمي للأمم المتحدة. شنايدر إلكتريك هي إحدى الشركات الموقعة على الميثاق العالمي للأمم المتحدة، وهو مبادرة للاستدامة. في عام 2017، انضمت شنايدر إلكتريك إلى RE100 و EP100، وهما تعاونان عالميان للأعمال الملتزمة بالوصول إلى 100% من الطاقة المتجددة.
في سبتمبر عام 2019، أدرجت شنايدر إلكتريك في قائمة فورتشين يغير العالم التي تحتفي بالشركات بأفكار جريئة مدفوعة بالرغبة في جعل العالم أفضل.

## رعاية ماراثون باريس
منذ عام 2013، أصبحت شنايدر إلكتريك الشريك الرسمي والراعي الأول لماراثون باريس، وهو أحد أشهر أحداث الجري للمسافات الطويلة السنوية في أوروبا. في عام 2013، قام 37,000 عداء بتوليد الكهرباء على خطاهم أثناء قيامهم بالجري على بلاط تجميع الطاقة.
يشتهر ماراثون باريس بمروره على أشهر معالم باريس مثل قوس النصر والشانزليزيه وغابة فانسن. حقق ماراثون باريس، أحد أكبر سباقات الماراثون في العالم، من حيث عدد المشاركين الذي وصل إلى أكثر من 60,000 مشارك في عام 2019. فازت من النساء جيليت بوركا العداءة الإثيوبية كما فاز زميلها أبرها ميلو في سباق الرجال.

## وصلات خارجية
- الموقع الرسمي لمجموعة شنايدر إلكتريك.
- مدونة شنايدر إلكتريك.